# Cabo Bonaparte
O cabo Bonaparte ou cabo Roland Bonaparte é um cabo estreito no lado sul de Porto Arthur na costa sudoeste da Ilha Anvers, no Arquipélago Palmer, na Antártida. O Cabo Bonaparte está localizado em 64° 47′ S, 64° 05′ O. Mapeado pela Expedição Antártica Francesa (1903-1905) e nomeado por Jean-Baptiste Charcot, recebeu o nome do Príncipe Roland Bonaparte, o então presidente da Sociedade Geográfica de Paris.